# 雷瓦
雷瓦（Rewa），是印度中央邦雷瓦縣的一个城市，是雷瓦縣的行政中心。

## 人口
该地2001年总人口183232人，其中男性98476人，女性84756人；0－6岁人口23909人，其中男12678人，女11231人；识字率71.33%，其中男性为77.77%，女性为63.84%。